# Décès en février 1987
Décès
- 1983
- 1984
- 1985
- 1986
- 1987
- 1988
- 1989
- 1990
- 1991

Pour une information complémentaire, voir la page d'aide.

| Date        | Nom                    | Activités                                                              | Âge | Source |
| ----------- | ---------------------- | ---------------------------------------------------------------------- | --- | ------ |
| 1er février | Sala Burton            | Femme politique américaine.                                            | 61  | (en)   |
| 8 février   | Bronisława Wajs        | Poétesse et chanteuse polonaise-rom.                                   | 78  | (pl)   |
| 10 février  | Gilbert De Smet        | Coureur cycliste belge.                                                | 50  |        |
| 11 février  | Mark Ashton            | Militant des droits des homosexuels britannique.                       | 26  |        |
| 12 février  | Lucien Martial         | Peintre français                                                       | 94  |        |
| 13 février  | Marcelle Baud          | Égyptologue et dessinatrice française.                                 | 96  |        |
| 15 février  | Ah Da                  | Réalisateur de cinéma d'animation et caricaturiste chinois.            | 52  |        |
| 15 février  | Heather Thatcher       | Actrice britannique.                                                   | 90  |        |
| 18 février  | Dmitri Kabalevski      | Compositeur soviétique et russe.                                       | 82  |        |
| 18 février  | Robert Nettleton Field | Peintre, sculpteur, potier et professeur d'art plastique néo-zélandais | 87  | (en)   |
| 20 février  | Edgar P. Jacobs        | Auteur de bande dessinée belge.                                        | 82  |        |
| 20 février  | Lev Roussov            | Peintre russe.                                                         | 61  |        |
| 21 février  | James Coco             | Acteur américain                                                       | 56  |        |
| 22 février  | Andy Warhol            | Artiste américain.                                                     | 58  |        |
| 23 février  | Zeca Afonso            | Compositeur de musique militante portugais.                            | 57  |        |
| 23 février  | Esmond Knight          | Acteur britannique.                                                    | 80  |        |
| 27 février  | Michel Goffin          | Coureur cycliste belge.                                                | 25  |        |
| 27 février  | Henry Simon            | Peintre, céramiste et décorateur français.                             | 76  |        |
| 28 février  | Edmond Pagès           | Coureur cycliste français.                                             | 75  |        |